# Třída Kobra (KAL-36)
Třída Kobra (KAL-36) je třída rychlých hlídkových člunů indonéského námořnictva. Jedná se o malé a rychlé čluny s lehkou výzbrojí vhodné pro hlídkování mezi množstvím indonéských ostrovů. Celkem byly postaveny čtyři jednotky této třídy. Některé prameny do ní počítají také plavidla následující třídy Boa (KAL-35).

## Stavba
Celkem byly postaveny čtyři jednotky této třídy. Do služby byly přijaty v letech 2003–2004.
Jednotky třídy Kobra:
| Jméno            | Loděnice                     | Vstup do služby | Status  |
| ---------------- | ---------------------------- | --------------- | ------- |
| Kobra (867)      | Fasharkan, Mentigi           | 31. března 2003 | aktivní |
| Anakonda (868)   | Fasharkan, Jakarta           | 31. března 2003 | aktivní |
| Patola (869)     | P.T. Pelindo, Tanjung Pinang |                 | aktivní |
| Taliwangsa (870) | Fasharkan, Manokwari         | 6. srpna 2004   | aktivní |

## Konstrukce
Plavidla jsou vyzbrojena jedním 20mm kanónem a jedním 12,7mm kulometem. Pohánějí je tři diesely Caterpillar 3412E o výkonu 3600 hp. Lodní šrouby jsou tři. Nejvyšší rychlost dosahuje 31 uzlů.